# RCロコモティヴィ・トビリシ
RCロコモティヴィ・トビリシ（Rugby Club Lokomotivi Tbilisi）は、ジョージアのトビリシを本拠地とするラグビーのセミプロフェッショナルクラブ。ジョージアの最上位ディビジョンであるディディ10に所属。

## タイトル
- ジョージアチャンピオンシップ
  - 優勝（9回）： 1992年、1994年、2000年、2001年、2003年、2005年、2006年、2008年、2010年
  - 準優勝（3回）： 1967年、1990年、1991年
  - 3位（11回）： 1968年、1972年、1978年、1981年、1995年、1996年、1999年、2002年、2007年、2009年、2011年

- ジョージアカップ
  - 優勝（7回）： 1978年、1992年、2000年、2003年、2004年、2005年、2006年

## スコッド
2019-20シーズンのスコッド（2020年3月現在）
| プロップ - Vakhtang Kvatadze - Irakli Kvatadze - Gaga Gorgasalidze - Vasil Khubashvili - Giorgi Chkhartishvili - Rati Asatiani フッカー - Giorgi Arabuli - Erik Ghvinjilia ロック - Lasha Moseshvili - Giorgi Gegia - Rezo Sisauri - Tornike Turashvili | フランカー/No.8 - Nika Tsivtsivadze - Giorgi Mosulishvili - Parnavaz Gasviani - Levan Daraselia - Zviad Maisuradze スクラムハーフ - Lasha Gedekhauri - Davit Gulitashvili - Giorgi Nefaridze フライハーフ - ギオルギ・タラクハディゼ | センター - Giga Gagoshvili - Nika Chighvinadze - ズラブ・ズネラゼ - Nika Asatiani - Giorgi Kuparadze ウイング - Tato Javakhishvili - ギオルギ・シュキニン - Giorgi Bebiashvili - David Gulitashvili - ギオルギ・アプツィアウリ - Giorgi Chakhvadze フルバック - Temur Rukhadze |
| | | |
| 太字はキャップを持っている選手。 | | |

### 代表スコッド選出選手
- ギヴィ・ベリシュヴィリ
- ベカ・ツィクラウリ

### 代表キャップ保持選手
- ギヴィ・ベリシュヴィリ
- ベカ・ツィクラウリ
- ダト・ガスヴィアニ